# John Ulloque
John Ulloque (Puerto Wilches, Santander, Colombia; 11 de mayo de 1986) es un futbolista colombiano. Juega como volante ofensivo. Su actual equipo es Olympic Club Deportivo de la Primera C de Colombia, donde se desempeña como volante. 

## Trayectoria
John Ulloque se inició en el ya desaparecido Deportivo Rionegro (actual Leones de Itagüí) allí tras mostrar un gran nivel deportivo es llamado para reforzar al Atlético Bucaramanga equipo que buscaba el ascenso a primera división.
Tras una buena temporada con los 'leopardos' llega a la capital colombiana donde firma con Millonarios donde tiene altas y bajas en su nivel deportivo, sin lograr consolidarse en el cuadro azul juega la gran mayoría de partidos de la Copa Colombia donde llegan hasta las semifinales, mientras que en la liga logra anotar 8 goles.
Para la siguiente temporada llegaría a otro grande de Colombia el Independiente Santa Fe, en donde no lograría mostrar sus cualidades deportivas y se va cedido a la liga venezolana para jugar con el Monagas SC.
En 2018 se va para la liga de Guatemala junto con su compatriota Henry Hernández donde fichan por el Fútbol Club Chimaltenango.

## Clubes
- https://www.guatefutbol.com/2018/01/12/chimaltenango-sumo-volante-nacional/ (enlace roto disponible en Internet Archive; véase el historial, la primera versión y la última).

| Club                   | País      | Año         |
| ---------------------- | --------- | ----------- |
| Deportivo Rionegro     | Colombia  | 2006 - 2007 |
| Atlético Bucaramanga   | Colombia  | 2008 - 2009 |
| Millonarios            | Colombia  | 2010        |
| Santa Fe               | Colombia  | 2011        |
| Monagas                | Venezuela | 2012        |
| Uniautónoma            | Colombia  | 2012 - 2013 |
| Atlético Huila         | Colombia  | 2013        |
| Cúcuta Deportivo       | Colombia  | 2014        |
| Valledupar FC          | Colombia  | 2016        |
| Chimaltenango          | Guatemala | 2018        |
| Olympic Club Deportivo | Colombia  | 2022        |